# Spassk-Dalnîi
Spassk-Dalnîi (în rusă Спасск-Дальний) este un oraș din Regiunea Primorie, Federația Rusă, cu o populație de 51.691 locuitori.
1. ↑  Q26882286, accesat în 24 octombrie 2016